# Городок (Ліський повіт)
Городок (пол. Horodek) — колишнє лемківське село в Польщі, у гміні Солина Ліського повіту Підкарпатського воєводства. Розташоване в Закерзонні на лівому березі Сяну.

## Назва
У ході кампанії перейменування українських назв на польські село в 1977—1981 рр. називалось Ґрудек (пол. Gródek).

## Історія
Вперше згадується в 1511 р. Закріпачене до 1580 року на волоському праві у власності Кмітів. Згадується разом із присілком Присліп в Актах гродських сяноцьких у 1583 і 1589 рр. До 1772 р. село знаходилося в Сяноцькій землі Руського воєводства.
У 1772—1918 рр. село було у складі Австро-Угорської монархії, у провінції Королівство Галичини та Володимирії. В 1882 р. село належало до Ліського повіту, проживало 477 греко-католиків і 6 римо-католиків.
В 1919—1939 рр. входило до Ліського повіту Львівського воєводства (у 1934-1939 рр. входило до ґміни Вовковия). В 1921 р. у 103 житлових будинках проживало 674 особи (621 греко-католик, 16 римо-католиків, 37 юдеїв). На 01.01.1939 у селі було 860 жителів (790 українців-грекокатоликів, 25 українців-римокатоликів, 5 поляків і 40 євреїв). В 1941—1942 рр. німці винищили євреїв.
19 вересня 1944 р. село зайняла радянська 237-ма стрілецька дивізія (командир полковник М. Тетенко) 30-го стрілецького корпусу (командир генерал-майор Г. Влазько) 1-ї гвардійської армії (командир генерал-полковник А. Гречко) 4-го Українського фронту (генерал-полковник Л. Мехліс). Після Другої світової війни українське населення було піддане етноциду. Частина переселена на територію СРСР в 1945—1946 рр. Родини, яким вдалось уникнути виселення, в 1947 році під час Операції Вісла були депортовані на понімецькі землі.

## Церква
У 1790 р. була збудована дерев’яна греко-католицька парафіяльна церква Стрітення Господнього, була дочірньою церквою парафії Райське Затварницького деканату (з 1924 р.  — Лютовиського деканату) Перемишльської єпархії УГКЦ. Після виселення українців церква зруйнована.

## Сучасність
Збереглись підмурівки церкви і 4 могили на зруйнованому цвинтарі.